# Дисепшън (остров)
Дисепшън (на английски: Deception, букв. „измама, заблуда“) е единадесетият по големина остров в архипелага на Южните Шетландски острови, разположен на 40 km от остров Ливингстън и българската база „Св. Климент Охридски“. 
Пристанището му е сред най-сигурните в Антарктида. Това се дължи на специфичната подковообразна форма на острова, образувана от разрушаването на някогашен вулканичен кратер. Островът и днес е активен вулкан, като неговите изригвания спорадично нанасят щети на разположените там научни станции. Най-сериозни последствия от изригванията има в периода между 1967 и 1969 г. Понастоящем единствената действаща изследователска база на острова се ръководи от Аржентина и Испания. Той е популярна спирка при антарктическите круизи на голям брой туристически компании.

## Географско описание
Остров Дисепшън е с приблизително кръгла форма с диаметър около 12 km и площ от 137 km². Най-високата му точка е връх Понд 542 m, разположен в източната му част. Над половината площ от острова е постоянно покрита с лед. 
Центърът на о. Дисепшън е калдера, образувана при силно изригване, при което в разрушения кратер нахлуват морските води. По този начин се образува голям залив, наречен Порт Фостър, с размери ок. 9 km дължина и 6 km ширина. Заливът започва с тесен проток, широк едва 230 m, с поетичното наименование Мехът на Нептун. На метри след навлизане в Меха на Нептун от дясната страна е разположен заливът Уейлърс Бей (Залив на китоловеца) с широка плажна ивица от черен вулканичен пясък (пирокластити). Използван е активно в първите десетилетия на ХХ век за пристан на корабите от китоловните експедиции и за складиране на голямо количество китова мас (все още на острова се намират останките от контейнери, резервоари за гориво и съоръжения, използвани за топене на китовата мас: вж. изображението вдясно). Няколко маари очертават силуета на калдерата от вътрешната страна. Част от тях са образували кратерни езера, а други – заливи (като например широкия 1 км Уейлърс Бей).
Климатът на остров Дисепшън е полярен морски. Средната годишна температура на въздуха е -3 °C. Температурите варират от 11 °C до -28 °C. Годишната сума на валежите е 500 mm. Преобладават ветровете западните и североизточните ветрове. На острова се наблюдават изключитено вариращи микроклимати. На места температурите достигат до 70 °C. Близо до вулканичните зони въздухът достига до 40 °C.

## Историческа справка
Остров Дисепшън е открит на 29 януари 1820 г. от ирландския топограф Едуард Брансфийлд. В началото на ХХ век островът е предпочитан подслон при бури и спасение от коварните айсберги на Антарктика. От 1906 г. норвежко-чилийска компания за лов на китове започва да използва Уейлърс Бей като пристанище. Последват я и други компании за лов на китове и тюлени и през 1914 г. на острова вече има цели 13 кораба, които транспортират продуктите от улова до Европа.
През 1920 – 1921 г. поради засилена вулканична дейност водата в пристана се нагорещява до такава степен, че сваля боята от корпусите на корабите. В периода 1967 – 1970 г. няколко изригвания разрушават напълно британската база в Уейлърс Бей и чилийската база в залива Пендулум Коув. Вулканът на о. Дисепшън последно изригва през 1991 – 1992 г., а остатъчна дейност е докладвана и през 1994 г.
През годините различни части на острова са получавали правна защита по силата на Антарктическия договор, но не е изградена последователна стратегия за защита на целия остров. През 2000 г. е договорена интегрирана стратегия за управление на дейностите там от страна на Аржентина, Чили, Норвегия, Испания и Обединеното кралство. Вследствие на съвместната дейност островът е превърнат в защитена антарктическа територия със специално управление – конкретизирани са места с историческо значение и са запазени останки от китоловните експедиции, а също така са обособени райони с ендемитни растения с цел запазване на естествената екосистема.